# Piłka wodna na Mistrzostwach Świata w Pływaniu 2022
Zawody w piłce wodnej na 19. Mistrzostwach Świata w Pływaniu odbyły się w dniach 20 czerwca – 3 lipca 2022 na czterech obiektach: Pływalni im. Alfréda Hajósa w Budapeszcie, oraz basenach w Debreczynie, Segedynie i Sopron.

## Harmonogram
Zostały rozegrane dwie konkurencje - turniej kobiet oraz mężczyzn.
| Data       | Godzina UTC+02:00 | Runda                 |
| ---------- | ----------------- | --------------------- |
| 20 czerwca | od 18:00          | Eliminacje            |
| 21 czerwca | od 18:00          | Eliminacje            |
| 22 czerwca | od 18:00          | Eliminacje            |
| 23 czerwca | od 18:00          | Eliminacje            |
| 24 czerwca | od 18:00          | Eliminacje            |
| 25 czerwca | od 18:00          | Eliminacje            |
| 26 czerwca | od 09:00          | Play-offy kobiet      |
| 27 czerwca | od 09:00          | Play-offy mężczyzn    |
| 28 czerwca | od 14:00          | Ćwierćfinały kobiet   |
| 29 czerwca | od 14:00          | Ćwierćfinały mężczyzn |
| 30 czerwca | od 09:00          | Półfinały kobiet      |
| 1 lipca    | od 09:00          | Półfinały mężczyzn    |
| 2 lipca    | od 13:00          | Finały kobiet         |
| 3 lipca    | od 13:00          | Finały mężczyzn       |

## Medaliści
| Konkurencja                  | Złoto | Srebro | Brąz |
| Turniej mężczyzn (szczegóły) | Hiszpania Unai Aguirre Alberto Munárriz Egaña Álvaro Granados Ortega Bernat Sanahuja Miguel de Toro Domínguez Marc Larumbe Gonfaus Martin Faměra Sergi Cabañas Pegado Roger Tahull Compte Felipe Perrone Rocha Blai Mallarach Güell Alejandro Bustos Sánchez Eduardo Lorrio Béjar | Włochy Marco del Lungo Francesco di Fulvio Luca Damonte Matteo Iocchi Gratta Andrea Fondelli Giacomo Cannella Luca Marziali Gonzalo Echenique Saglietti Nicholas Presciutti Lorenzo Bruni Edoardo di Somma Vincenzo Dolce Gianmarco Nicosia | Grecja Emmanouli Zerdevas Konstantinos Genidounias Dimitrios Skoumpakis Efstathios Kalogeropoulos Ioannis Fountoulis Jeorjos Derwisis Stylianos Argyropoulos-Kanakakis Konstantinos Gouvis Konstantinos Kakaris Dimitrios Nikolaidis Angelos Vlachopoulos Panagiotis Tzortzatos |
| Turniej kobiet (szczegóły)   | Stany Zjednoczone Ashleigh Johnson Madeline Musselman Tara Prentice Rachel Fattal Ava Elizabeth Johnson Margaret Steffens Stephanie Haralabidis Ryann Neushul Denise Mammolito Kaleigh Gilchrist Bayley Weber Jordan Raney Amanda Longan                                          | Węgry Edina Gangl Dorottya Szilágyi Vanda Vályi Gréta Gurisatti Zsuzsanna Máté Rebecca Parkes Geraldine Mahieu Rita Keszthelyi Dóra Leimeter Nataša Rybanská Kamilla Faragó Krisztina Garda Alda Magyari                                    | Holandia Laura Aarts Iris Wolves Brigitte Sleeking Sabrina van der Sloot Lola Moolhuijzen Simone van de Kraats Bente Rogge Vivian Sevenich Kitty Joustra Ilse Koolhaas Maxine Schaap Nina ten Broek Sarah Buis                                                                  |

## Klasyfikacja medalowa
| Miejsce | Państwo           | Złoto | Srebro | Brąz | Razem |
| ------- | ----------------- | ----- | ------ | ---- | ----- |
| 1.      | Hiszpania         | 1     | 0      | 0    | 1     |
| 1.      | Stany Zjednoczone | 1     | 0      | 0    | 1     |
| 3.      | Węgry             | 0     | 1      | 0    | 1     |
| 3.      | Włochy            | 0     | 1      | 0    | 1     |
| 5.      | Grecja            | 0     | 0      | 1    | 1     |
| 5.      | Holandia          | 0     | 0      | 1    | 1     |
| Razem   | Razem             | 2     | 2      | 2    | 6     |